# Колхозное (Калининградская область)
Колхо́зное — посёлок в Озёрском муниципальном округе Калининградской области России.

## География
Посёлок находится в южной части Калининградской области, в зоне хвойно-широколиственных лесов, в пределах Виштынецкой возвышенности, на берегу реки Анграпа, на расстоянии примерно 13 км (по прямой) к северу от города Озёрск, административного центра округа.

### Климат
Климат характеризуется как переходный от морского к умеренно континентальному. Среднегодовая температура воздуха — 7,7 °C. Средняя температура воздуха самого холодного месяца (января) — −2,9 °C (абсолютный минимум — −35 °C); самого тёплого месяца (июля) — 18,7 °C (абсолютный максимум — 36 °C). Годовое количество атмосферных осадков — 775 мм, из которых большая часть выпадает в тёплый период.

### Часовой пояс
Посёлок Колхозное, как и вся Калининградская область, находится в часовой зоне МСК−1. Смещение применяемого времени относительно UTC составляет +2:00.

## История
До 1938 года носил название Краулайджен (нем. Krauleidszen). В 1950 году указом Президиума Верховного Совета РСФСР деревне Шоппенфельде (нем. Schöppenfelde) присвоено наименование посёлок Колхозное.

## Население
| 1910 | 1933 | 1939 | 2002 | 2010 |
| ---- | ---- | ---- | ---- | ---- |
| 142  | ↗153 | ↘136 | ↘25  | →25  |

### Национальный состав
Согласно результатам переписи 2002 года, в национальной структуре населения русские составляли 80 %.